# 全州 (辽朝)
全州，中国辽朝时设置的头下军州。
辽圣宗统和九年（991年）五月己未，以秦王韩匡嗣私城设置为全州。治今内蒙古巴林左旗碧流台镇四方城。玉田（今河北省唐山市玉田县）韩氏家族的墓葬就在全州附近。